# Clyst St Lawrence
Clyst St Lawrence è un villaggio e parrocchia civile dell'Inghilterra, appartenente alla contea del Devon.